# Ô kê, chị đại
Ô Kê, Chị Đại (tiếng Anh: Okay! Madam, tiếng Hàn: 오케이! 마담) là một bộ phim hài hành động của Hàn Quốc do đạo diễn Lee Cheol-ha thực hiện cùng với Sanai Pictures và OAL CO., LTD sản xuất. Phim có sự tham gia của các diễn viên nổi tiếng như Lee Sang-yoon, Uhm Jung-hwa, Park Sung-woong, Bae Jeong-nam và Lee Sun-bin. Phim bắt đầu công chiếu tại các rạp Hàn Quốc vào ngày 12 tháng 8 năm 2020 và tại Việt Nam vào ngày 21 tháng 8 năm 2020.

## Nội dung
Phim mở đầu với cảnh một nữ đặc vụ Triều Tiên có biệt danh "Hoa Mộc Lan" và người đồng đội Cheol-seung xâm nhập vào một tòa nhà để đánh cắp tài liệu của chính phủ Triều Tiên. Sau khi lấy được tài liệu, Hoa Mộc Lan đã bắn Cheol-seung và tẩu thoát một mình.
Mười năm sau, tại một khu phố ở Seoul, có một người phụ nữ tên Mi-young làm nghề bán bánh quẩy, chồng cô là thợ sửa máy tính Seok-hwan, và con gái của họ là Na-ri. Gia đình Mi-young trúng thưởng một chuyến du lịch Hawaii, nhưng Mi-young không muốn đi vì cô cho rằng đi du lịch rất tốn kém. Khi Na-ri về nhà khóc lóc nói rằng cô bé chưa một lần nào được đi du lịch như bạn bè, Mi-young đã suy nghĩ lại và đồng ý cho cả nhà đi chơi một chuyến. Đến ngày khởi hành, một đội đặc vụ ngầm của Triều Tiên được cử đến để truy tìm Hoa Mộc Lan vì có thông tin cho rằng cô ta sẽ có mặt trên chuyến bay này. Đội này được dẫn đầu bởi Cheol-seung, người vẫn còn sống sau phát đạn Hoa Mộc Lan bắn năm xưa. Trong số hành khách có một anh chàng đặc vụ NIS được cử đến để theo dõi chuyến bay này và một cô gái che mặt đầy bí ẩn. Mặc dù đi cùng nhau nhưng Mi-young và Na-ri được ngồi ở khoang hạng sang trong khi Seok-hwan ngồi ở khoang hạng thường. Một ông khách già đã trò chuyện với Seok-hwan.
Trên chuyến bay, đội đặc vụ Triều Tiên bắt đầu chĩa súng đe dọa, khống chế mọi người. May mắn là Mi-young đi vệ sinh ở cuối máy bay nên cô vẫn chưa bị phát hiện. Anh đặc vụ NIS vẫn ngủ say như chết, không biết chuyện gì đang xảy ra xung quanh. Đội đặc vụ Triều Tiên tìm kiếm Hoa Mộc Lan, chúng nghi ngờ cô gái che mặt, nhưng thực ra cô ta là nữ diễn viên nổi tiếng Ahn Se-ra, người đang đi du lịch một cách bí mật. Một tên đặc vụ định hành hung Mi-young thì bị cô hạ gục bằng đòn võ đẹp mắt. Mi-young thực ra chính là Hoa Mộc Lan, năm xưa cô đã làm phẫu thuật thay đổi gương mặt rồi trốn sang Hàn Quốc, lấy chồng sinh con, bắt đầu một cuộc sống mới. Seok-hwan trốn xuống khoang chứa hành lý, sử dụng máy tính báo cho cơ quan NIS biết về vụ không tặc, điều này tiết lộ rằng anh cũng từng là một đặc vụ. Mi-young cải trang thành tiếp viên hàng không và hạ gục vài tên đặc vụ, tuy nhiên vợ chồng cô đều bị bắt giữ. Để giữ an toàn cho bản thân, Na-ri phải giả vờ nói Se-ra là mẹ mình. Đội đặc vụ bất ngờ khống chế Cheol-seung, chúng có ý định cho chiếc máy bay này rơi xuống biển và đưa Mi-young về Triều Tiên để đổi lấy số tiền lớn.
Cheol-seung bị nhốt chung phòng với vợ chồng Mi-young. Cheol-seung giải thích rằng ngày xưa bố của Mi-young từng tạo ra một số vũ khí hạt nhân, chỉ có thể mở khóa bằng cách quét võng mạc mắt của Mi-young, nếu số vũ khí đó rơi vào tay kẻ xấu thì thế giới sẽ gặp nguy hiểm. Một người tiếp viên đã giải thoát cho Cheol-seung và vợ chồng Mi-young. Sau đó Mi-young và Cheol-seung đánh bại tất cả đặc vụ Triều Tiên. Ông khách già bất ngờ bắt Na-ri làm con tin, chĩa súng đe dọa vợ chồng Mi-young, thừa nhận rằng ngày xưa chính ông ta đã giết bố của Mi-young. Ông khách già bắt buộc Mi-young theo ông ta về Triều Tiên, nhưng Mi-young đã đá ông ta ra khỏi máy bay. Con gấu bông ông ta tặng cho Na-ri có chứa bom hẹn giờ để phá hủy máy bay, Mi-young đã ném nó ra ngoài trước khi nó phát nổ. Cheol-seung tạm biệt gia đình Mi-young rồi nhảy dù khỏi máy bay. Chuyến bay kết thúc tốt đẹp, mọi người vẫn bình an vô sự, không có ai thiệt mạng. Gia đình Mi-young đã có một chuyến đi chơi vui vẻ ở Hawaii. Cuối phim, anh đặc vụ NIS thức dậy trên chiếc máy bay không còn người khách nào, anh kiểm tra điện thoại thì thấy cấp trên gửi rất nhiều tin nhắn cho mình, thông báo rằng anh bị sa thải.

## Diễn viên
- Uhm Jung-hwa vai Mi-young
- Park Sung-woong vai Seok-hwan
- Lee Sang-yoon vai Cheol-seung
- Bae Jeong-nam vai Hyun-min
- Lee Sun-bin vai hành khách bí ẩn

## Sản xuất
Phim dưới sự chỉ đạo của đạo diễn của Lee Cheol-ha, được sản xuất bởi Sanai Pictures và OAL CO., LTD từ ngày 8 tháng 2 năm 2019 và kết thúc vào ngày 6 tháng 5 năm 2019 tại Hàn Quốc.